# Fabulous Muscles
Fabulous Muscles es el tercer álbum de Xiu Xiu, salió a la venta el 17 de febrero de 2004, producido por Cory McCulloch.

## Lista de canciones
1. "Crank Heart"
2. "I Luv the Valley OH!"
3. "Bunny Gamer (b)"
4. "Little Panda McElroy (b)"
5. "Support Our Troops OH! (Black Angels OH!)"
6. "Fabulous Muscles" (Mama Black Widow Version)
7. "Brian the Vampire"
8. "Nieces Pieces"
9. "Clowne Towne"
10. "Mike"

- Datos: Q5428273

## Descripción general
Fabulous Muscles fue el tercer álbum de Xiu Xiu en dos años. El álbum se grabó en Oakland y Seattle, y fue producido por el miembro de la banda Cory McCulloch. La portada del álbum muestra al líder de la banda Jamie Stewart acariciando a un gatito de juguete.
Varios críticos encontraron que Fabulous Muscles tenía un sonido más accesible que los álbumes anteriores de Xiu Xiu. Sobre la grabación del álbum, Stewart dijo: Creo que en Fabulous Muscles realmente intentamos escribir un disco pop sólo porque...Estábamos en una alondra y queríamos ver cómo resultaría.
Stewart contribuyó con la canción principal de un CD tributo, The Ash Gray Proclamation, para el autor Dennis Cooper. Dijeron que no habrían podido escribir una canción como esa sin haber leído los libros de Cooper, ya que Cooper ayudó a Stewart a sentir... que era posible ser más abierto debido a su "franqueza.